# Route nationale 11 (Estonie)
Pour les articles homonymes, voir Route nationale 11.
La route nationale 11 (en estonien : Põhimaantee 11) ou ceinture périphérique de Tallinn (en estonien : Tallinna ringtee) est une route nationale estonienne contournant Tallinn par le sud. Elle mesure 38,4 km. Elle fait partie de la route européenne 265.

## Tracé
- Comté de Harju
  - Tallinn
  - Jüri
  - Luige
  - Saku
  - Jälgimäe
  - Saue
  - Keila

## Agglomérations le long du périphérique
Tallinn, Veneküla, Ülejõe, Soodevahe, Lagedi, Karla, Rae, Jüri, Lehmja, Pildiküla, Kurna, Vaela, Luige, Saustinõmme, Männiku, Tammemäe, Saku alevik, Tänassilma küla, Juuliku küla, Jälgimäe, Saue, Jõgisoo, Aila, Vanamõisa, Tutermaa, Keila.

## Ponts du périphérique
Les ouvrages enregistrés sont:
| Ouvrage                     | Km   | Obstacle                                            |
| --------------------------- | ---- | --------------------------------------------------- |
| Tunnel de Veneküla          | 1,2  | Pendi tänav                                         |
| Viaduc de Väo               | 2,3  | Ligne d'Ülemiste à Maardu                           |
| Tunnel piétonnier d'Üléjõki | 3,6  | Kergliiklustee                                      |
| Viaduc de Lagedi            | 4,4  | Tallinna–Lagedi tee, Ligne de Tallinn à Narva       |
| Pont du canal de Rae        | 7,8  | Canal Vaskjala-Ülemiste                             |
| Tunnel piétonnier de Kurna  | 13,9 | Kergliiklustee                                      |
| Viaduc de Saustinõmme       | 20,7 | Rail Baltica                                        |
| Tammemäe viadukt            | 21,5 | Kohalik tee                                         |
| Viaduc de Saku              | 23,6 | Tallinna–Saku tee, ligne de Tallinn à Viljandi (et) |
| Pont de Saku                | 25,3 | Rivière Vääna                                       |
| Viaduc de Karjavärava       | 26,7 | Karjavärava tee                                     |
| Viaduc de Kanama            | 30,0 | Route nationale 4                                   |
| Viaduc de Valingu           | 33,4 | Ligne de Tallinn à Keila                            |